# Arcos (Carballino)
Arcos (llamada oficialmente Santa María de Arcos) es una parroquia y un lugar español del municipio de Carballino, en la provincia de Orense, Galicia.

## Organización territorial
La parroquia está formada por tres entidades de población, constando dos de ellas en el nomenclátor del Instituto Nacional de Estadística español:
- Arcos
- A Uceira
- Framia

## Demografía

### Parroquia
| Gráfica de evolución demográfica de Arcos (parroquia) entre 2000 y 2022 |
|                                                                         |
| Datos según el nomenclátor publicado por el INE.                        |

### Lugar
| Gráfica de evolución demográfica de Arcos (lugar) entre 2000 y 2022 |
|                                                                     |
| Datos según el nomenclátor publicado por el INE.                    |